# Gabriele Giannantoni
Gabriele Giannantoni (Perugia, 30 luglio 1932 – Roma, 18 dicembre 1998) è stato un filosofo e politico italiano.

## Biografia
Gabriele Giannantoni studiò filosofia presso la Sapienza Università di Roma, dove ebbe come amici e colleghi Franco Voltaggio, Enzo Siciliano, e Muzi Epifani. Laureatosi con Guido Calogero, dal 1963 fu prima assistente, poi professore di Storia della filosofia antica e infine di Storia della filosofia. Dal 1972 divenne professore ordinario nella Facoltà di Lettere e Filosofia dell'Università La Sapienza di Roma.
Nel 1979 fu fondatore e direttore del Centro di Studio del Pensiero Antico del Consiglio Nazionale delle Ricerche. La sua dedizione alla ricerca e all'insegnamento fu contraddistinta da comprensione e bonarietà nei confronti degli studenti ma anche da severo impegno di studio.
Dal 1979, molto interessato e attivo nel settore dell'istruzione pubblica e della scuola, volendo contribuire alla riforma del sistema scolastico, intraprese un'attiva politica da deputato, ripetuta più volte nelle file del Partito Comunista Italiano dal 1968 al 1979.
Ritiratosi dalla partecipazione diretta alla vita politica, continuò i suoi studi, interrotti prematuramente dalla sua morte nel 1998.
Una delle sue maggiori opere Dialogo socratico e nascita della dialettica nella filosofia di Platone , dove attribuisce a Socrate una concezione molto laica della divinità e della religiosità («Religiosità, che Socrate, il quale era certamente una personalità religiosa, intendeva in modo del tutto diverso da come comunemente era sentita a quell'epoca»), è stata infatti pubblicata postuma e, coerentemente con le convinzioni dell'autore, sostenitore della diffusione della cultura, messa liberamente a disposizione degli studiosi sul web.

## Pensiero
La sua dottrina storico-filosofica si fonda sul principio che ogni seria riflessione filosofica si debba basare su un'accurata e rigorosa ricerca filologica delle fonti. Questo spiega l'enorme dispiego di tempo dedicato all'elaborare la sua opera monumentale Socratis et Socraticorum reliquiae che doveva essere probabilmente la necessaria premessa per la pubblicazione, avvenuta postuma, del suo contributo alla complessa e controversa questione socratica.
Giannantoni ha sempre seguito il criterio, di ispirazione crociana e gramsciana, secondo cui l'esposizione del pensiero di un autore debba avvenire tramite l'esame storico cronologico delle sue opere, allo scopo di prendere consapevolezza dell'evoluzione della dottrina e di separare da questa ogni sovrapposizione interpretativa personale non adeguatamente basata sulle fonti.
Convinto dell'onestà intellettuale come valore fondamentale cui deve rifarsi ogni interprete della storia della filosofia, capace perciò di rinunciare di fronte alla ricostruzione filologica dei testi anche alle proprie più profonde convinzioni personali. Giannantoni ha tracciato un profilo “ideale” dello «storico autentico» della filosofia, che ha il «dovere di farsi filologo rigoroso per avvicinarsi il più possibile al mondo mentale del pensatore da lui studiato», ben sapendo che ciò «non basta ancora se non è accompagnato da una sensibilità filosofica e da una consapevolezza teoretica e storica insieme […]». Di qui – concludeva – il fascino di una ricerca che, rendendoci consapevoli di una grande quantità di problemi altrimenti inavvertiti, termina in un autentico arricchimento spirituale» Il suo insegnamento è stato caratterizzato dalla volontà di essere semplice e chiaro nell'espressione del pensiero considerando questo un dovere morale dell'intellettuale nei confronti degli altri studiosi. Anche allo scopo di realizzare una scrittura filosofica quanto più scientificamente precisa, ha compiuto studi approfonditi sulla logica formale aristotelica e sulla filosofia del linguaggio.
Nella sua vita e nella dottrina si è sempre impegnato nel mettere in pratica l'insegnamento socratico, così come fece il suo maestro Guido Calogero: insegnando il confronto ed il dialogo basati sul rispetto verso ogni interlocutore.
È del 1969 la sua traduzione dei Presocratici del Diels-Kranz (Die Fragmente der Vorsokratiker).

## Opere
- Aristotele: la metafisica / G. Giannantoni, W. Kullmann, E. Lledò. - [Roma] : Rai Trade, [2006?]. - 1 DVD (62 min.)
- Aristotele teoretico. - Roma: Istituto della enciclopedia italiana, 1993. -.: Aristotele teoretico, di Giovanni Reale. -: Aristotele teoretico: interviste a Gabriele Giannantoni, Andreas Kamp, Wolfang Kullmann, Emilio Lledó.
- Che cosa ha veramente detto Socrate / G. Giannantoni. - Roma: Ubaldini, [1971]. Nuova edizione a cura di E. Spinelli e F. Verde, Bibliopolis, Napoli 2022. La nuova edizione contiene anche alcuni capitoli del "Socrate" che Giannantoni pubblicò per Treccani nel 1993.
- Cirenaici: raccolta delle fonti antiche: traduzione e studio introduttivo / Gabriele Giannantoni. - Firenze: Sansoni, stampa 1958.
- Considerazioni su un convegno militante / Gabriele Giannantoni
- Epicureismo greco e romano: atti del Congresso internazionale: Napoli, 19-26 maggio 1993 / a cura di Gabriele Giannantoni e Marcello Gigante. - Napoli: Bibliopolis, 1996
- Epicuro: opere, frammenti, testimonianze sulla sua vita / a cura di Ettore Bignone; introduzione di Gabriele Giannantoni. - Bari: Laterza, stampa 1966.
- La filosofia greca dal 6. al 4. secolo / [di Gabriele Giannantoni, Armando Plebe, Pierluigi Donini]. - Milano: Vallardi; Padova: Piccin, c1983.
- Le filosofie e le scienze contemporanee / Gabriele Giannantoni. - Torino: Loescher, 1981.
- Le filosofie e le scienze contemporanee / Gabriele Giannantoni; schede di laboratorio a cura di Francesco Aronadio. - Nuova ed. - Torino: Loescher, 1992.
- I fondamenti della logica aristotelica / Guido Calogero; nuova edizione con appendici integrative di G. Giannantoni e G. Sillitti. - 2. ed. - Firenze: La nuova Italia, 1968.
- Le forme classiche / Gabriele Giannantoni. - Torino: Loescher, 1981
- Le forme classiche / Gabriele Giannantoni. - Nuova ed. - Torino: Loescher, 1992.
- Il marxismo di Galvano della Volpe / Gabriele Giannantoni. - Roma: Editori riuniti, 1976
- Socrate. Tutte le testimonianze: Da Aristotfane e Senofonte ai Padri cristiani;  introduzione di Gabriele Giannantoni. Bari: Laterza, 1971.
- Aristotele. Opere; introduzione e indice dei nomi a cura di Gabriele Giannantoni. - Roma; Bari: Laterza, 1973.
- Epicuro. Opere, frammenti, testimonianze sulla sua vita; a cura di Ettore Bignone; introduzione di Gabriele Giannantoni. - Bari: Laterza, stampa 1966.
- I presocratici: testimonianze e frammenti / [introduzione di Gabriele Giannantoni]. - Bari: Laterza, stampa 1969.
- Profilo di storia della filosofia / Gabriele Giannantoni. - Torino: Loescher.
- La razionalità moderna / Gabriele Giannantoni. - Torino: Loescher, 1981
- Socratis et Socraticorum Reliquiae. Collegit, disposuit, apparatibus notisque instruxit G. Giannantoni, pp. 2090, quattro volumi, Bibliopolis 1991.